# Rikitsa Birgersdatter
Rikitsa Birgersdatter (auch Richiza, Richissa) († 1288) war norwegische Königin und später Fürstin von Werle und Güstrow.
Ihre Eltern waren der schwedische Reichsverweser Birger Jarl und dessen Frau Ingeborg Eriksdotter. Damit war sie die Schwester der schwedischen Könige Valdemar Birgersson und Magnus Ladulås. Dieser war Vater von Herzog Erik Magnusson, der mit Ingebjørg Håkonsdatter, der Enkelin von Rikitsas Schwager, König Magnus lagabætir. Deren Sohn Magnus Eriksson wurde König über Norwegen und Schweden und brachte das Geschlecht der Folkunger auf den Thron. Mit diesem familiären Hintergrund war Rikitsa eine attraktive Partie. So kam sie zu der Ehe mit dem norwegischen Thronerben Håkon Håkonsson unge. Die Ehe garantierte ein gutes Verhältnis zwischen dem norwegischen König und dem schwedischen Reichsverweser.
Rikitsa wurde als junges Mädchen mit Håkon Håkonsson unge verheiratet, der bereits den Königsnamen erhalten hatte. Sie erhielt den Königinnentitel und wurde ein wichtiges Mitglied am königlichen Hof. Ihre Stellung wurde durch den Sohn Sverre Håkonsson (1252–1261) beträchtlich gestärkt. Er erhielt den Titel „Junker Sverre“. Der Hof hielt sich häufig in Bergen auf, wo Sverre aufgezogen wurde.
Als ihr Mann starb, verlor sie plötzlich ihren Rang und Einfluss. Sie behielt zwar ihre wirtschaftlichen Ressourcen, aber sie war nicht mehr Königin mit einem regierenden König. Der nächste Thronerbe war ihr Schwager Magnus. Allerdings konnte sie hoffen, dass wenigstens ihr Sohn König würde. 1258 kehrte sie zu ihrem Vater Birger zurück. Der Sohn blieb beim Großvater in Bergen. Als aber Junker Sverre im Winter 1260/1261 in Bergen starb, hatte sie für Norwegen keine Bedeutung mehr. So wurde sie mit dem mecklenburgischen Fürsten Heinrich I. von Werle verheiratet.

## Erläuterungen
1. ↑  Junker war im 14. Jahrhundert der Titel der Fürstensöhne.